# Németgyirót
Németgyirót (németül: Deutsch Gerisdorf) Pörgölény nagyközség része Ausztriában, Burgenland tartományban, a Felsőpulyai járásban.

## Fekvése
Felsőpulyától 12 km-re délnyugatra a Gyöngyös-patak jobb partján fekszik.

## Története
A település első írásos emlitése 1390-ben "Gyerhard" néven történt abban az oklevélben, melyben Luxemburgi Zsigmond király a lékai uradalmat a Kanizsai családnak adja. 1397-ben "Geranth", majd a 15. és 16. században "Gothard" vagy "Gotharth" néven szerepel a forrásokban. 1558-ban szerepel először mai német nevét "Geresdorf" alakban.
1860-ban a lékai Strachwitz grófi család a mai országút közelében olvasztót építtetett, melyben a szalónaki és vörösvágási üvegkohókból származó kéntartalmú rézércet dolgozott fel. A szenet a lantosfalvi barnaszénbányából szállították ide. Az olvasztó mintegy 40 gyiróti munkást foglalkoztatott, de 1875-ben csődbe ment.
Fényes Elek szerint "Gyiróth, (Gerisdorf), német falu, Vas vmegyében, Lékához közel: 455 kath. lak., kevés erdővel de jó réttel. F. u. h. Eszterházy."
Vas vármegye monográfiája szerint "Német-Gyirót, gyöngyösmenti község, 69 házzal és 351 németajkú, r. kath. vallású lakossal. Postája Pörgölin, távírója Léka vagy Felső-Pulya. Kath. temploma 1836-ban épült."
1910-ben 316, túlnyomórészt német lakosa volt. A trianoni békeszerződésig Vas vármegye Kőszegi járásához tartozott. 1921-ben Ausztria Burgenland tartományának része lett.
1971-ben Pörgölény, Kőpatak, Kúpfalva, Lantosfalva, Létér, Németgyirót és Salamonfalva települések Pörgölény nagyközségben egyesültek.

## Külső hivatkozások
- Pörgölény hivatalos oldala